# Nowogród (województwo lubelskie)
Nowogród – wieś w Polsce położona w województwie lubelskim, w powiecie łęczyńskim, w gminie Łęczna.
Prywatna wieś szlachecka, położona w drugiej połowie XVI wieku w powiecie lubelskim województwa lubelskiego. W latach 1975–1998 miejscowość położona była w województwie lubelskim.
Wieś stanowi sołectwo gminy Łęczna. Według Narodowego Spisu Powszechnego z roku 2011 wieś liczyła 373 mieszkańców.
Wierni Kościoła rzymskokatolickiego należą do parafii św. Anny w Kijanach.

## Historia
Nazwy własne miejscowości w dokumentach źródłowych: 1326-7 Novum Castrum, 1409 – Nouogrod, 1531 – Nowy Dwor.
Pierwsze wiadomości o Nowogrodzie (Novum Castrum) pochodzą z 1326 r. ze spisów świętopietrza w latach 1326–1327. Wzmiankują o kościele parafialnym w Nowogrodzie. W tym czasie plebanem był ksiądz Adam ekskomunikowany za to że nie płacił (prawdopodobnie rzeczonego świętopietrza). Nie wiadomo jednak, który z biskupów powołał do życia tę parafię, ani kto był fundatorem kościoła. Z duszpasterstwa parafii w Nowogrodzie, aż do czasu erygowania przed 1350 r. parafii w Łęcznej, korzystali mieszkańcy wsi Łęczna. W latach 1409–1417, proboszczem w Nowogrodzie był ksiądz Michał, w 1428 r. Marcin, a w latach 1441–1461 Mikołaj, posiadający ogród przykościelny. Przy kościele działała szkoła parafialna, wzmiankowana w latach 1458–1460. W 1529 r. tamtejszemu plebanowi dziesięcinę oddawali mieszkańcy całej wsi Nowogród, oraz ze wsi: Stoczek, Ziółków, Zazulin, Witaniów i Zawieprzyce.
W latach 1531–1533 w skład parafii nadal wchodziły wymienione wsie.
Nowogród był własnością szlachecką. W latach 1454–1460 Nowogród graniczył z Łuszczowem i Stoczkiem. W latach 1409–1428 dziedzicem był Wacław Więchno. Jakiś czas należał do Jana Ziółkowskiego i jego spadkobierców. Jan, pisał się z Ziółkowa, ale miejscem jego stałego zamieszkania był Nowogród, gdzie był dwór i folwark. W 1481 r. Jakub Ziółkowski odstąpił Nowogród swemu zięciowi Andrzejowi Lipińskiemu burgrabiemu lubelskiemu. W 1531 r. był w rękach Lipińskiego i Charlęskiego. Po roku 1647, a przed 1658 r., Nowogród został włączony do dóbr Łęczna.
Strażnik litewski Stanisław Potocki sprzedał w 1725 roku Nowogród hetmanowi polnemu koronnemu i wojewodzie podlaskiemu Stanisławowi Mateuszowi Rzewuskiemu. W 1739 roku należała wraz z folwarkiem do klucza Kijany Lubomirskich.